# 2881 Meiden
2881 Meiden eller 1983 AA1 är en asteroid i huvudbältet som upptäcktes den 12 januari 1983 av den amerikanske astronomen Brian A. Skiff vid Anderson Mesa Station. Den har fått sitt namn efter den mytologiska figuren Meiden.
Asteroiden har en diameter på ungefär 5 kilometer och den tillhör asteroidgruppen Flora.